# Daniel Vázquez Evuy
Pour les articles homonymes, voir Vázquez.
Daniel Vázquez Evuy, dit Evuy, est un footballeur international équatoguinéen, né le 11 mars 1985 à Madrid en Espagne. Il joue actuellement dans le club estonien du Tallinna Kalev.

## Biographie

### En club
Daniel Vázquez Evuy commence le football dans un club professionnel Real Murcia, mais durant l'année passé à Murcie il n'a pas réussi à intégrer l'équipe première du club. 
Il retourne dans des clubs amateurs de seconde zone comme AD Alcorcón, CD Móstoles, CD El Álamo, CD Puerta Bonita et CD Puerta Bonita.
En 2009, il signe dans le club de AD Villaviciosa de Odón en Division 5 puis Division 4.

### En sélection nationale
Bien que né en Espagne, il décide de représenter la Guinée équatoriale, parce que sa mère est originaire de ce pays africain. Il honore sa première convocation le 3 septembre 2006 contre le Liberia à Malabo (2-1).

## Statistiques
| Saison                | Club                  | Championnat           | Championnat | Championnat | Coupe(s) nationale(s) | Coupe(s) nationale(s) | Sélection          | Sélection | Sélection | Total | Total |
| Saison                | Club                  | Division              | M.          | B.          | M.                    | B.                    | Équipe             | M.        | B.        | M.    | B.    |
| 2003 - 2004           | Real Murcia Imperial  | 4                     | -           | -           | -                     | -                     | -                  | -         | -         | 0     | 0     |
| 2004 - 2005           | AD Alcorcón           | 3                     | 2           | 0           | -                     | -                     | -                  | -         | -         | 2     | 0     |
| 2005 - 2006           | AD Alcorcón           | 3                     | 5           | 0           | -                     | -                     | -                  | -         | -         | 5     | 0     |
| 2006 - 2007           | CD Móstoles           | 4                     | -           | -           | -                     | -                     | Guinée équatoriale | 1         | 0         | 1     | 0     |
| 2007 - 2008           | CD El Álamo           | 5                     | 21          | 1           | -                     | -                     | -                  | -         | -         | 21    | 1     |
| 2008 - 2009           | Atlético Esquivias    | 4                     | 5           | 0           | -                     | -                     | -                  | -         | -         | 5     | 0     |
| 2008 - 2009           | CD Puerta Bonita      | 4                     | 22          | 0           | -                     | -                     | -                  | -         | -         | 22    | 0     |
| 2009 - 2010           | AD Villaviciosa       | 5                     | 26          | 0           | -                     | -                     | Guinée équatoriale | 1         | 0         | 27    | 0     |
| 2010 - 2011           | AD Villaviciosa       | 4                     | 22          | 0           | -                     | -                     | Guinée équatoriale | 2         | 0         | 24    | 0     |
| 2011 - 2012           | AD Villaviciosa       | 4                     | 28          | 2           | -                     | -                     | Guinée équatoriale | 2         | 0         | 30    | 2     |
| 2012 - 2013           | AD Villaviciosa       | 4                     | 17          | 1           | -                     | -                     | -                  | -         | -         | 17    | 1     |
| 2013                  | Tallinna Kalev        | 1                     | 0           | 0           | -                     | -                     | -                  | -         | -         | 0     | 0     |
| Total sur la carrière | Total sur la carrière | Total sur la carrière | 148         | 4           | -                     | -                     | Guinée équatoriale | 6         | 0         | 154   | 4     |